# Győr-Moson-Sopron vármegyei labdarúgó-bajnokság (első osztály)
A Győr-Moson-Sopron vármegyei első osztály a megyében zajló bajnokságok legmagasabb osztálya, országos szinten negyedosztálynak felel meg. A bajnokságot a megyei szövetség írja ki. A bajnok az NB III-ban folytathatja.

## Csapatok 2024/2025
2024/2025-ben az alábbi csapatok szerepelnek a bajnokságban:
| Csapat                 | Település        |
| ---------------------- | ---------------- |
| Abda SC VVFK Bau       | Abda             |
| DAC Nádorváros         | Győr             |
| Csornai SE             | Csorna           |
| Fertőszentmiklós SE    | Fertőszentmiklós |
| Davita-Food Gönyű SE   | Gönyű            |
| Győrújbarát SE         | Győrújbarát      |
| Győrújfalu SE          | Győrújfalu       |
| Győrszentiván SE       | Győrszentiván    |
| FSC Hegykő             | Hegykő           |
| Intretech Kapuvári SE  | Kapuvár          |
| Koroncó KSSZE          | Koroncó          |
| Mezőörs KSE            | Mezőörs          |
| Lavill ESK Ménfőcsanak | Győr             |
| Credobus TK            | Mosonmagyaróvár  |
| Üstökös FC Bácsa       | Győr             |
| Vitnyéd SE             | Vitnyéd          |

## Eddigi bajnokságok
| Dobogós csapatok | Dobogós csapatok         | Dobogós csapatok         | Dobogós csapatok         |
| Szezon           | Bajnokcsapat             | Ezüstérmes               | Bronzérmes               |
| ---------------- | ------------------------ | ------------------------ | ------------------------ |
| 2005-2006        | Bajcs SE                 | Koroncó SE               | Abda SC                  |
| 2006-2007        | Intertec ABL             | Koroncó SE               | Öttevény BS              |
| 2007-2008        | Lipót SE - Pékség        | Petőházi SE              | Bajcs SE                 |
| 2008-2009        | Győrszemere KSK          | Bajcs SE                 | Lébény SE                |
| 2009-2010        | Győrszemere KSK          | Jánossomorja             | Öttevény TC              |
| 2010-2011        | Euro-LTC Győrszemere     | Jánossomorja             | Petőházi SE              |
| 2011-2012        | HG-Logistik Győrszemere  | WHB-Ménfőcsanak ESK      | Lébény SE                |
| 2012-2013        | Győrszemere KSK          | WHB Ménfőcsanak ESK      | Jánossomorjai SE         |
| 2013-2014        | HG-Logistic Győrszemere  | Csornai SE               | Loland Nyúl SC           |
| 2014-2015        | Csornai SE               | HG-Logistic Győrszemere  | WHB Ménfőcsanak ESK      |
| 2015-2016        | Gyirmót FC Győr II.      | Lipót Pékség SE          | Loland Nyúl              |
| 2016-2017        | Loland Nyúl SC           | WHB Ménfőcsanak ESK      | Lipót Pékség SE          |
| 2017-2018        | Herold Trans Ménfőcsanak | Lipót Pékség SE          | Loland Nyúl SC           |
| 2018-2019        | Lipót Pékség SE          | Csornai SE               | SC Sopron                |
| 2019-2020        | A bajnokság félbeszakadt | A bajnokság félbeszakadt | A bajnokság félbeszakadt |
| 2020-2021        | ETO Akadémia             | Csornai SE               | DAC Nádorváros 1912      |
| 2021-2022        | Csornai SE               | Koroncó KSSZE            | Kapuvári SE              |
| 2022-2023        | Koroncó KSSZE            | Caola SC Sopron          | Kapuvári SE              |
| 2023-2024        | Koroncó KSSZE            | Mezőörs KSE              | Lipóti Pékség            |